# Le Chercheur inquiet
Pour plus de détails, voir Fiche technique et Distribution.
..
Le Chercheur inquiet est un documentaire français consacré au comédien Charles Denner, réalisé par Avril Tembouret, sorti en 2014.

## Synopsis
« Nous avons tous nos fantômes. Avec le temps certains s’effacent peu à peu. D’autres nous hantent. » 
Le Chercheur inquiet part sur les traces  du comédien disparu Charles Denner. Souvenirs enfouis de ceux - cinéastes, comédiens - qui l’ont côtoyé, fragments de films qui ont marqué la mémoire, bribes de rencontres et d’obsessions… Un film en quête, sur le fil de l’absence et de la fascination..

## Fiche technique
- Titre original : Le Chercheur inquiet
- Réalisation : Avril Tembouret
- Scénario : Avril Tembouret
- Directeur de la photographie : Avril Tembouret, David Tabourier, Nicolas Le Gal
- Montage image : Anne Argouse
- Musique originale : Pierre Payan
- Son direct : Lucas Héberlé
- Mixage : Noël Paul
- Affiche : Simon Roussin
- Production : Kanari Films (France), Ciné+ (France)
- Production déléguée : Laurent Segal
- Coproduction Ciné+ : Bruno Deloye
- Pays d'origine :  France
- Langue : français
- Genre : documentaire
- Durée : 54 minutes

## Liste des intervenants
- Costa Gavras
- Denis Podalydès
- Jean Rochefort
- Claude Lelouch
- Elie Chouraqui
- José Garcia
- Alain Jessua
- Anna Gaylor
- Charlet Denner
- Ethel Denner
- Frédérique Jamet
- Charles Denner (images d'archives)